# Mandaguari (ort)
Mandaguari är en ort i Brasilien.   Den ligger i kommunen Mandaguari och delstaten Paraná, i den södra delen av landet, 900 km söder om huvudstaden Brasília. Mandaguari ligger 768 meter över havet och antalet invånare är 38 238.
Terrängen runt Mandaguari är platt åt nordost, men åt sydväst är den kuperad. Mandaguari ligger uppe på en höjd. Mandaguari är det största samhället i trakten.
Runt Mandaguari är det i huvudsak tätbebyggt. Runt Mandaguari är det ganska tätbefolkat, med 104 invånare per kvadratkilometer.